# ملعب سيفولاي ديالو الإقليمي
ملعب سيفولاي ديالو الإقليمي هو ملعب متعدد الاستخدامات في ابي، غينيا. يتم استخدامه حاليًا في الغالب لمباريات كرة القدم، من قبل فيلو ستار. الملعب يتسع لـ 5000 متفرج. 